# マーチ・87C

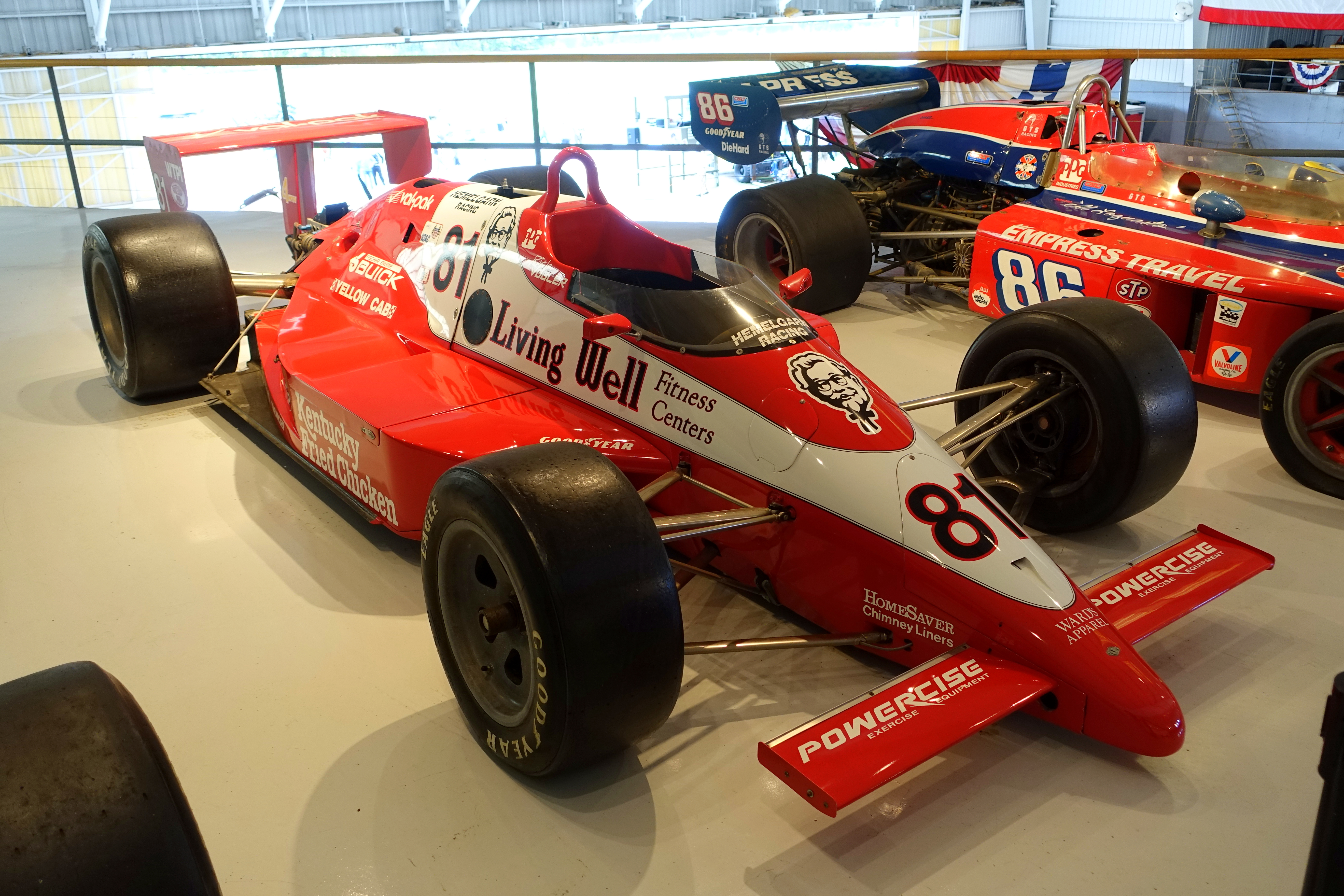
マーチ・87C

マーチ・87C（March 87C）は、は、イギリスのマーチ・エンジニアリングが1987年のインディカー（CART）用に開発・設計・製造されたオープンホイールレースカーで、1987年にマーチ・85C、マーチ・86Cと共に使用された。シーズンを通して8回の優勝、6回のポールポジションを記録し、ドライバーズランキングで2位、3位、4位に入った。フォード・コスワース DFXV8ターボエンジンを搭載していた他、イルモア-シボレー、ブラバム-ホンダ（ジャッド）、ビュイックも同様である。
前年型・86Cは1987年の一部のチームで使用され、インディアナポリス500とポコノ500で優勝した。1987年のインディ500では、87Cでレースをした幾つかのチームが、練習走行と予選でハンドリングに問題を抱えていたが、決勝ではロベルト・ゲレーロ、ファブリツィオ・バルバッツァ、アル・アンサーJr.がそれぞれ2位、3位、4位という結果だった。
1985年、1986年と2年連続ドライバーズタイトルを獲得したマーチは、87Cでのドライバーズタイトルを逃した。前年のチャンピオンのボビー・レイホールがローラにスイッチし、ドライバーズタイトルを獲得した。シーズン4勝を挙げたマイケル・アンドレッティは、87Cを駆ってランキング2位だった。